# Бирсештій-де-Жос (Арджеш)
Бирсештій-де-Жос (рум. Bârseștii de Jos) — село у повіті Арджеш в Румунії. Входить до складу комуни Тігвень.
Село розташоване на відстані 146 км на північний захід від Бухареста, 42 км на північний захід від Пітешть, 111 км на північний схід від Крайови, 97 км на південний захід від Брашова.

## Населення
За даними перепису населення 2002 року у селі проживала 921 особа, усі — румуни. Усі жителі села рідною мовою назвали румунську.